# Phare de Cochino Grande

Le phare de Cochino Grande (en espagnol : Faro de Cochino Grande) est un phare actif situé sur la grande île de Cayos Cochinos, dans le Département des Islas de la Bahía au Honduras.

## Situation
Les Cayos Cochinos sont un groupe d'îles situées à 30 km de la côte hondurienne. Elles font partie de la commune de Roatán et se situent au sud.
Le phare se situe sur Cayo Cochino mayor ou Cochino Grande. Il ressemble au phare de Roatán sur la pointe ouest.

## Description
Ce phare est un poteau cylindrique en acier à claire-voie, avec une galerie carrée et une balise de 15 m de haut. La tour est peinte avec des bandes horizontales rouges et blanches. Il émet, à une hauteur focale de 157 m, un éclat blanc par période de 5 secondes. Sa portée est de 18 milles nautiques (environ 33 km).
Le phare pourrait n'être plusen activité ?.
Identifiant : ARLHS : HON-007 - Amirauté : J6009.6 - NGA : 110-16473 .
|                 |
| Îles de la Baie |

### Lien connexe
- Liste des phares du Honduras